# 鉄オタ道子、2万キロ
『鉄オタ道子、2万キロ』（てつオタみちこ、にまんキロ）は、2022年1月8日（7日深夜）から3月26日（25日深夜）まで毎週土曜 0時52分 - 1時23分（金曜深夜）にテレビ東京系「ドラマ25」で放送されていたテレビドラマ。主演は玉城ティナ。
2024年9月6日（5日深夜）・13日（12日深夜）、続編となる『鉄オタ道子、2万キロ〜秩父編〜』が同局のドラマ枠「木ドラ24」枠にて放送された。

## 概要
家具メーカーで働く大兼久道子にはもう一つの顔があった。それは鉄道オタクであるということ。本業の仕事が休みになると雑誌『旅と鉄道』に寄稿する取材を兼ねて、「誰にも干渉されず、誰にも邪魔されることのない鉄道ひとり旅」をする。本作は鉄道に詳しい女性が日本全国様々な場所を旅することで、そこかしこで出会う人々との交流や普段見られない景色などを楽しみながら自分をみつめていく物語。
大兼久の雑誌への寄稿という目的のため、題材駅そのもののほか、その駅へ向かうための列車、周辺駅での駅弁やアクティビティー、ドローンを使った周辺の景色の空撮など駅の虚無感を演出しつつ盛りだくさんの内容となっている。
番組内で使用される写真のほとんどは、大兼久役の玉城が実際に撮影したものを使用している。
ドラマ前半は大兼久が列車で駅に降り立ち駅をこよなく味わう駅パート、後半は大兼久が駅や駅周辺で出会う人々と会話するドラマパートになっている。
大兼久が目的の駅へ降り立った際に第一声で呟く「ここ、どこだよ…」が、番組のお決まりとなっている。
利用者がほとんどいない「秘境駅」と呼ばれる駅、取り壊しが決定している駅舎、廃止が決定している（した）駅やトンネル内の駅など特徴的な駅を題材にしているため、アーカイブとしての側面も持っている。
第3話（1月22日放送）のナレーションで用いた比喩表現が不適切だったとして、放送後の動画配信を一旦停止した。その後、1月24日より表現を差し替えて配信を再開した。
2024年9月5日・12日（深夜24時半から25時）には、続編となる『鉄オタ道子、2万キロ～秩父編～』が西武秩父線開通55周年にあわせて放送された。脚本は前作に続き『ドラマ 地球の歩き方』でも構成を担当した竹村武司、演出は前作と同じ古澤健が担当した。

## 企画
番組プロデューサーの村田充範が同局『所さんの学校では教えてくれないそこんトコロ!』のコーナー「あなたはナゼ秘境駅に？」でADを担当した時に、そこで出会った人たちの様々な人生模様と触れた事がドラマ企画の始まり。
ドラマではリアリティを大事にしたいと考えて、番組に鉄道監修として関わっている南田裕介、「秘境駅」という言葉を広めたライターの牛山隆信、トラベルライターの横見浩彦等へ鉄道や鉄オタ、秘境駅等に関する事前のリサーチを行っている。また、意外性を演出するために一般的なオタク像からはギャップのある玉城を主役にキャスティングした。さらに、鉄道の走行音などは本物を使い、第2話の駅員さん、第4話の船頭さんは役者ではなく実際の方がそのまま出演、登場する宿や店舗は実在するなど、過度な演出は敢えて避けている。
タイトルにある「2万キロ」とは、かつて国鉄の旅客営業キロが20,992.9キロメートルあったことに由来している。
『鉄オタ道子、2万キロ』では視聴者が気軽に行けない秘境駅を主な舞台に選んでいる事から、都内近郊で手軽に行けるスポットを紹介するために『鉄オタのぞみ、50キロ』が企画された。道子と対照的な重度の鉄オタであるのぞみを主人公とする事で、鉄道を2つの視点から楽しめるようにしている。

## キャスト

### 主要人物
大兼久道子（おおがねく みちこ）
演 - 玉城ティナ
東京の家具販売会社社員としてキャリアを重ねる28歳。生粋（歴10年）の鉄道オタクで日本全国へ鉄道の旅を楽しんでいる。鉄オタである事はあえて公表していないが、特に隠してもいない。旅の記録を「YUI」というライターネームで雑誌『旅と鉄道』に正体を伏せて寄稿している。
黒羽則夫（くろは りお）
演 - 六角精児
雑誌『旅と鉄道』の編集長。毎回、旅先の大兼久に取材の様子を確認したり、リクエストや読者からの感想を電話等で伝えている。
秩父編では声のみの出演。
甲斐（かい）
演 - 栗原類
大兼久が北海道・比羅夫駅で知り合った撮り鉄の青年。アルバイトで資金をつくり、全国の鉄道を撮影してまわっている。雑誌『旅と鉄道』の愛読者で、投稿もしているがなかなか採用されない。Yui の写真や文章に憧れており、旅先で彼女と出会う事を夢見ている。大兼久とは何度も旅先で行動をともにする機会を得ているが、彼女がYUIである事は知らない。
第1話・7話・8話・12話に登場。
秩父編では「休暇村奥武蔵」のアルバイトとして出演。

### ゲスト

#### レギュラー放送

##### 第1話
山岸（）
演 - 明逸人
日本で唯一宿泊できる駅「比羅夫駅」の主人。
関口由美子（）
演 - 青坂章子
宿で大兼久と相部屋になった女性。

##### 第2話
富田花蓮（）
演 - 佐々木告
鉄道オタクの小学生（中学受験生）。
「百姓屋」店主
演 - 椿鮒子
花蓮が通う塾の講師（音声のみ）
演 - 冨沢竜也

##### 第3話
旅行者
ロディ
演 - マーカス・ジョンソン
トーマス
演 - ライアン・ブレネセン
矢部洋次（）
演 - 笹入舟作
接岨湖湖畔で出会った釣り人。

##### 第4話
為末守流（）
演 - 水石亜飛夢
鉄道車輌の走行音などを録音していた音鉄。
旅人
演 - 団長安田（安田大サーカス）
旅行客
演 - 呑山仁奈子、五十嵐美紀、田日苗水

##### 第5話
鶴峰甚太（）
演 - 黒田大輔
「早戸温泉つるの湯」主人。
「早戸温泉つるの湯」宿泊客
箕輪俊介（）
演 - 髙橋大翔
崎村香苗（）
演 - 園田あいか
「霧幻峡の渡し」船頭
演 - 渡部貴裕

##### 第6話
鉄オタ親子
成瀬春真（）
演 - 安藤瑛大
成瀬大地（）
演 - 安藤陸人
成瀬かおり（）
演 - 高野志穂
舞香（）
演 - 森田想
大兼久の大学時代の友人。
勇作（）
演 - 青木瞭
舞香の恋人。
「箱根上の湯スイッチバックカフェ」店員
演 - 橘ほの花

##### 第7話
橘真琴（）
演 - 佐藤かなん
地元に帰省していた女性。

##### 第8話
荒木ひかり（）
演 - 高石あかり
大兼久の会社の後輩。（顔写真と音声のみ）
「西郷どん」風の地元住民
演 - 米田翔太（劇団鳴かず飛ばず）

##### 第9話
トンネル駅に現れた男
演 - 大野大輔

##### 第10話
荒木ひかり（）
演 - 高石あかり
大兼久の会社の後輩。
カップル
演 - 宮下葵、坂口龍誠

##### 第11話
地元住民
演 - 松木大輔、枝元萌

##### 第12話
のぞみ（『旅と鉄道』編集者）
演 - 久保乃々花
「燈籠坂大師の切通しトンネル」で出会った二人
演 - スキマスイッチ ※カメオ出演
地元住民
演 - 後藤ユウミ
ワゴン車の移動珈琲店店主
演 - 矢柴俊博

#### 秩父編

##### 前編
カップル
演 - 高瀬アラタ、滝沢恵
「EN‐ga‐WA 駅前食堂 横瀬町」店主
演 - 山口詩史

##### 後編
西吾野の住民
演 - 川越たまき
ゆずな
演 - 大平采佳
地元の女子高生。
みの
演 - 高村佳偉人
ゆずなのクラスメイト。

## スタッフ
※レギュラー放送。
- シリーズ構成・脚本 - 竹村武司
- 脚本 - たかせしゅうほう、鈴木史子、中村允俊、市川榮里
- 脚本・監督 - 古澤健
- 音楽 - カワイヒデヒロ
- オープニングテーマ - meiyo「チャイニーズブルー」[17]
- エンディングテーマ - スキマスイッチ「されど愛しき人生」[17]
- 撮影 - 安藝孝仁
- 実景撮影 - 鈴木富夫
- オープニング演出 - 三石直和
- オープニング撮影 - 小山麻美
- 特別協力 - 撮影地の各鉄道会社、『旅と鉄道』編集部（天夢人）
- 鉄道監修 - 南田裕介
- 鉄道協力 - 牛山隆信[注 3]、横見浩彦、真柄智充
- プロデューサー - 村田充範（テレビ東京）、山野和也、涌田秀幸（C&Iエンタテインメント）
- 監督 - ヤング・ポール
- 製作 - テレビ東京、C&Iエンタテインメント
- 制作著作 - 「鉄オタ道子、2万キロ」制作委員会

## 放送日程
| 『鉄オタ道子、2万キロ』 | 『鉄オタ道子、2万キロ』 | 『鉄オタ道子、2万キロ』                               | 『鉄オタ道子、2万キロ』                      | 『鉄オタ道子、2万キロ』 | 『鉄オタ道子、2万キロ』 |
| 話数                    | 放送日                  | サブタイトル                                          | 食事                                         | 脚本                    | 監督                    |
| ----------------------- | ----------------------- | ----------------------------------------------------- | -------------------------------------------- | ----------------------- | ----------------------- |
| ep 01                   | 2022年 1月08日          | 北海道・比羅夫駅 「日本唯一の泊まれる駅へ」           | かなやのかにめし（長万部駅）                 | 竹村武司                | 古澤健                  |
| ep 02                   | 1月15日                 | 栃木県・男鹿高原駅 「日本屈指の秘境駅へ」             | とち福弁当（鬼怒川温泉駅）                   | 鈴木史子                | 古澤健                  |
| ep 03                   | 1月22日                 | 静岡県・奥大井湖上駅、ひらんだ駅 「日本一の絶景駅へ」 | 東海軒のおにぎり、大井川鐡道ビール（千頭駅） | 中村允俊                | ヤング・ポール          |
| ep 04                   | 1月29日                 | 福島県・大川ダム公園駅 「音鉄男子あらわる…」          | 南会津おふくろ弁当（会津田島駅）             | たかせしゅうほう        | 古澤健                  |
| ep 05                   | 2月05日                 | 福島県・早戸駅 「絶景渡し船に乗れる駅」               | 会津を紡ぐわっぱめし（会津若松駅）           | たかせしゅうほう        | 古澤健                  |
| ep 06                   | 2月12日                 | 箱根登山鉄道・塔ノ沢駅 「クリスマス編」               | 渡邊ベーカリーの梅干しあんぱん（宮ノ下駅）   | 鈴木史子                | 古澤健                  |
| ep 07                   | 2月19日                 | 北海道・渡島沼尻駅 「レトロ列車で秘境駅へ」           | 元祖森名物いかめし（森駅）                   | 竹村武司                | 古澤健                  |
| ep 08                   | 2月26日                 | 鹿児島県・西大山駅 「JR最南端の駅へ」                 | 鰻温泉のスメで蒸したサツマイモ（西大山駅）   | 市川榮里                | ヤング・ポール          |
| ep 09                   | 3月05日                 | 新潟県・筒石駅 「地下40m！モグラ駅探検」              | 鱈めし（直江津駅）                           | 中村允俊                | 古澤健                  |
| ep 10                   | 3月12日                 | 鹿児島県・薩摩高城駅 「後輩と二人旅」                 | えびめし（出水駅）                           | 市川榮里                | ヤング・ポール          |
| ep 11                   | 3月19日                 | 静岡県・川根小山駅 「吊り橋を渡る」                   | 大井川ふるさと弁当（千頭駅）                 | たかせしゅうほう        | ヤング・ポール          |
| ep 12                   | 3月26日                 | 千葉県・竹岡駅 「潮の香り漂う駅」                     | 万葉寿司、菜の花弁当（木更津駅）             | 古澤健                  | 古澤健                  |

| 『鉄オタ道子、2万キロ～秩父編～』 | 『鉄オタ道子、2万キロ～秩父編～』 | 『鉄オタ道子、2万キロ～秩父編～』 | 『鉄オタ道子、2万キロ～秩父編～』                  | 『鉄オタ道子、2万キロ～秩父編～』 | 『鉄オタ道子、2万キロ～秩父編～』 |
| 話数                              | 放送日                            | サブタイトル                      | 食事                                               | 脚本                              | 監督                              |
| --------------------------------- | --------------------------------- | --------------------------------- | -------------------------------------------------- | --------------------------------- | --------------------------------- |
| 1                                 | 2024年 9月06日                    | 【前編】                          | 「EN‐ga‐WA 駅前食堂 横瀬町」の野菜カレー（横瀬駅） | 竹村武司                          | 古澤健                            |
| 2                                 | 9月13日                           | 【後編】                          | -                                                  | 竹村武司                          | 古澤健                            |

## 放送局
| 放送期間                | 放送時間                     | 放送局         | 対象地域   | 備考                     |
| ----------------------- | ---------------------------- | -------------- | ---------- | ------------------------ |
| 2022年1月8日 - 3月26日  | 土曜 0:52 - 1:23（金曜深夜） | テレビ東京     | 関東広域圏 | 製作局                   |
|                         |                              | テレビ大阪     | 大阪府     |                          |
|                         |                              | テレビ北海道   | 北海道     |                          |
|                         |                              | テレビ愛知     | 愛知県     |                          |
|                         |                              | TVQ九州放送    | 福岡県     |                          |
| 2022年4月14日 - 6月30日 | 木曜 0:00 - 0:30（水曜深夜） | BSテレ東（2K） | 全国       |                          |
|                         |                              | BSテレ東4K     | 全国       | 4Kアップコンバートで放送 |

| 放送期間                | 放送時間                     | 放送局         | 対象地域       | 備考   |
| ----------------------- | ---------------------------- | -------------- | -------------- | ------ |
| 2024年9月6日 - 9月13日  | 金曜 0:30 - 1:00（木曜深夜） | テレビ東京     | 関東広域圏     | 製作局 |
|                         |                              | テレビ大阪     | 大阪府         |        |
|                         |                              | テレビ愛知     | 愛知県         |        |
|                         |                              | テレビせとうち | 岡山県・香川県 |        |
|                         |                              | テレビ北海道   | 北海道         |        |
|                         |                              | TVQ九州放送    | 福岡県         |        |
| 2024年9月11日 - 9月18日 | 水曜 0:00 - 0:30（火曜深夜） | BSテレ東       | 全国           |        |

## スピンオフドラマ

### 『鉄オタのぞみ、50キロ』
本編放送終了後にひかりTV、Paravi、YouTube（テレビ東京公式 ドラマチャンネル）、ネットもテレ東（公式サイト、TVer、GYAO!）で配信された。
『旅と鉄道』の編集者であるのぞみが何かを切っ掛けに自ら「覚醒」と呼ぶ「鉄分」補給の衝動にかられ、近場の鉄道スポットに出かけて堪能する様を描く。「覚醒」時には、のぞみの脳内で構内アナウンス風に流れる吉川正洋（ダーリンハニー）の「のぞみ、発車しまぁーす」を合図に、のぞみ自身がブレーキ緩解音の口真似をして目的地へ「出発進行」してしまう。
タイトルにある「50キロ」に深い意味は無く、気軽に行ける距離ということで50キロになった。

#### キャスト（鉄オタのぞみ、50キロ）
のぞみ
演 - 久保乃々花
雑誌『旅と鉄道』の編集者で、黒羽の部下。
YUIからは毎回ドラマ本編で訪れた場所の写真がSNSで送られてくる。
のぞみ覚醒時の構内アナウンス
声 - 吉川正洋（ダーリンハニー）
のぞみの学生時代の友人
あずさ（第5話）
演 - Michi
つばさ（第7話）
演 - 早坂ちあき
広田（第8話）
演 - 長嶋トモヒコ（ダーリンハニー）
『旅と鉄道』が仕事を依頼しているイラストレーター。
カップル（第9話）
演 - 明石光輝、木村ななこ
社長（第11話）
演 - 野月貴弘（SUPER BELL"Z）
社員（第11話）
演 - 明石光輝

#### スタッフ（鉄オタのぞみ、50キロ）
- 監督 - 相笠文寿
- 脚本 - 市川榮里
- 鉄道監修 - 渡辺雅史
- プロデューサー - 村田充範（テレビ東京）、山野和也、山守文雄
- 音楽 - カワイヒデヒロ
- 製作協力 - C&Iエンタテインメント、dE[注 8]
- 制作著作：テレビ東京

#### 配信日程（鉄オタのぞみ、50キロ）
| 『鉄オタのぞみ、50キロ』 | 『鉄オタのぞみ、50キロ』 | 『鉄オタのぞみ、50キロ』 | 『鉄オタのぞみ、50キロ』                       |
| 話数                     | 配信日                   | サブタイトル             | 訪れる鉄分スポット                             |
| ------------------------ | ------------------------ | ------------------------ | ---------------------------------------------- |
| 第1話                    | 2022年 1月08日           | 品川区北品川             | 八ツ山橋                                       |
| 第2話                    | 1月15日                  | 品川区八潮               | 大井車両基地                                   |
| 第3話                    | 1月22日                  | 渋谷区千駄ヶ谷           | 山手貨物線青山街道踏切・厩道踏切               |
| 第4話                    | 1月29日                  | 中央区日本橋堀留町       | カップ酒・缶詰バー キハ（人形町駅近く）        |
| 第5話                    | 2月05日                  | 千代田区有楽町           | 喫茶 ジュン（東京交通会館内）                  |
| 第6話                    | 2月12日                  | 荒川区西日暮里           | 下御隠殿橋                                     |
| 第7話                    | 2月19日                  | 墨田区東向島             | 東武博物館                                     |
| 第8話                    | 2月26日                  | 港区浜松町               | 浜松町・竹芝ふ頭間歩行者デッキ（浜松町駅北口） |
| 第9話                    | 3月05日                  | 埼玉県さいたま市緑区     | ほしあい眼科（浦和美園駅近く）                 |
| 第10話                   | 3月12日                  | 埼玉県川口市新井宿       | 川口市立グリーンセンターミニ鉄道 Green Liner   |
| 第11話                   | 3月19日                  | 埼玉県さいたま市北区     | 大宮総合車両センター東大宮センター             |
| 第12話 最終回            | 3月26日                  | 千代田区外神田           | ポポンデッタ秋葉原店                           |

## 関連企画

### 株式会社天夢人『旅と鉄道』編集部
劇中に登場する同誌編集部は実際の編集部で収録している。2022年1月21日発行の『旅と鉄道』3月号では、玉城ティナのインタビュー等をコラボ企画として掲載した。

### クラブツーリズム鉄道部
テレ東「#鉄オタ道子、2万キロ」×クラブツーリズム鉄道部最終回直前コラボイベント
最終回直前のコラボ企画としてオンラインイベントを開催した。
- 日時：2022年3月25日19時より
- 場所：クラブツーリズム鉄道部公式YouTubeチャンネル「鉄道部の窓口」[23]
- 参加：南田裕介、久保乃々花、大塚雅士（クラブツーリズム鉄道部代表）

テレ東ドラマ『#鉄オタ道子、2万キロ』タイアップツアー『野岩鉄道男鹿高原駅で扉開放 会津田島日帰りの旅』
- 同行：南田裕介

1. 2022年5月22日[25][26]
往路：浅草駅（10：07発）＜350型乗車＞南栗橋駅＜6050型乗車＞新藤原駅（扉開放）男鹿高原駅（扉開放）会津田島駅
復路：会津田島駅＜6050型乗車＞南栗橋駅＜350型乗車＞浅草駅（20：15着）
2. 2022年6月25日[27][28]
往路：浅草駅（10：07発）＜350型乗車＞新藤原駅（扉開放）男鹿高原駅（扉開放）会津田島駅
復路：会津田島駅＜350型乗車＞浅草駅（20：15着）